# Mahathala zistra
Mahathala zistra är en fjärilsart som beskrevs av Hans Fruhstorfer 1908. Mahathala zistra ingår i släktet Mahathala och familjen juvelvingar. Inga underarter finns listade i Catalogue of Life.